# 希望工程
希望工程，是中国青少年发展基金会於1989年10月創立、並实施的一项社会公益事业。其宗旨是广泛动员海内外财力资源，建立希望工程基金，面向贫困地区，救助因家庭贫困而失学的儿童重返校园完成小学学业，保障适龄少年接受义务教育的权利，资助乡村小学改造危旧校舍，建设希望小学，改善贫困地区办学条件，促进贫困地区基础教育事业的发展。
1992年4月15日，共青團中央、中国青少年发展基金会在北京举行新闻发布会，宣布从当日起开始在全国实施“希望工程──百万爱心行动”。截至2019年，希望工程累计接受捐款161亿元，资助家庭困难学生617.02万名，援建希望小学20359所。

## 機構背景
中国青少年发展基金会，簡稱中國青基會，這是中國共產主義青年團发起倡导并组织的一個基金會。

## 醜聞
- 2001年11月，《南方周末》披露，四川省宣漢縣豐城區教辦德育專幹唐純旭挪用希望工程捐款，並假冒受助兒童發出7封假信蒙騙捐款人。[2]
- 2002年，希望工程被嚗贪污捐款，时任中国青少年发展基金会常务副会长及希望工程负责人是徐永光（后任中华慈善总会副会长）。国家审计署回复《明报》查询时证实，该署在2002年曾经审计希望工程财政状况，但没有公开发表。后来徐永光被《明报》记者问及有消息指审计报告反映的违规情节「比较严重」，徐永光微笑回应说：“这个问题呀，事实上就是说。我个人如果有腐败，今天不会给你说话。绝对没有，你放心。”[來源請求]
- 2019年10月，前中国青少年发展基金会理事長兼党委书记王劍[3]被依受贿罪由北京市监察委员会调查终结，移送检察机关审查起诉。北京市人民检察院依法以涉嫌受贿罪对王剑作出逮捕决定。[4]

## 相關電影
- 《一個都不能少》張藝謀執導
- 《凤凰琴》何群导演 李保田主演